# 夏承煜
夏承煜，字光閣，贵州贵阳人，清朝政治人物、進士出身。
道光二十一年（1841年）辛丑恩科進士，二甲十九名，后官廣東知縣。